# Partecipanti al Giro di Svizzera 2010
Elenco dei partecipanti al Giro di Svizzera 2010.
Alla partenza si sono presentate le diciotto squadre componenti il circuito UCI ProTour, più tre squadre invitate come wildcard (BMC Racing Team, Cervélo TestTeam e Vacansoleil Pro Cycling Team). I corridori al via sono stati 167, dei quali 115 sono arrivati fino al traguardo, mentre i ritirati sono stati 52.

## Corridori per squadra
Nota: R ritirato, NP non partito, FT fuori tempo.
| Team Saxo Bank           | Team Saxo Bank           | Team Saxo Bank           | Cervélo TestTeam              | Cervélo TestTeam              | Cervélo TestTeam              | Garmin-Transitions                | Garmin-Transitions                | Garmin-Transitions                |
| ------------------------ | ------------------------ | ------------------------ | ----------------------------- | ----------------------------- | ----------------------------- | --------------------------------- | --------------------------------- | --------------------------------- |
| 1                        | Fabian Cancellara        | 56º                      | 71                            | Xavier Florencio              | 78º                           | 141                               | Ryder Hesjedal                    | NP 9ª                             |
| 2                        | Matti Breschel           | NP 9ª                    | 72                            | João Correia                  | NP 3ª                         | 142                               | Tom Danielson                     | 25º                               |
| 3                        | Jakob Fuglsang           | 3º                       | 73                            | Philip Deignan                | NP 8ª                         | 143                               | Robert Hunter                     | 85º                               |
| 4                        | Gustav Larsson           | 11º                      | 74                            | Heinrich Haussler             | NP 5ª                         | 144                               | Martijn Maaskant                  | 66º                               |
| 5                        | Stuart O'Grady           | NP 9ª                    | 75                            | Jeremy Hunt                   | FT 9ª                         | 145                               | Cameron Meyer                     | R 5ª                              |
| 6                        | Andy Schleck             | 14º                      | 76                            | Thor Hushovd                  | 88º                           | 146                               | Christian Vande Velde             | 70º                               |
| 7                        | Fränk Schleck            | 1º                       | 77                            | Andreas Klier                 | 107º                          | 147                               | Matthew Wilson                    | 100º                              |
| 8                        | Jens Voigt               | 53º                      | 78                            | Brett Lancaster               | 91º                           | 148                               | David Zabriskie                   | 48º                               |
| Manager: Kim Andersen    | Manager: Kim Andersen    | Manager: Kim Andersen    | Manager: Jean-Paul van Poppel | Manager: Jean-Paul van Poppel | Manager: Jean-Paul van Poppel | Manager: Marie Lionel             | Manager: Marie Lionel             | Manager: Marie Lionel             |
| Team Katusha             | Team Katusha             | Team Katusha             | Caisse d'Epargne              | Caisse d'Epargne              | Caisse d'Epargne              | Sky Professional Cycling Team     | Sky Professional Cycling Team     | Sky Professional Cycling Team     |
| 11                       | Joaquim Rodríguez        | 9º                       | 81                            | Luis León Sánchez             | 36º                           | 151                               | Thomas Löfkvist                   | 12º                               |
| 12                       | Pavel Brutt              | R 7ª                     | 82                            | Marzio Bruseghin              | 108º                          | 152                               | Kurt Asle Arvesen                 | NP 8ª                             |
| 13                       | Mychajlo Chalilov        | R 8ª                     | 83                            | Arnaud Coyot                  | NP 5ª                         | 153                               | Kjell Carlström                   | 44º                               |
| 14                       | Kim Kirchen              | NP 8ª                    | 84                            | Rui Costa                     | 34º                           | 154                               | Juan Antonio Flecha               | 32º                               |
| 15                       | Aleksandr Kolobnev       | 50º                      | 85                            | José Iván Gutiérrez           | 35º                           | 155                               | Simon Gerrans                     | R 8ª                              |
| 16                       | Robbie McEwen            | NP 9ª                    | 86                            | Pablo Lastras                 | 42º                           | 156                               | Lars Petter Nordhaug              | 51º                               |
| 17                       | Alexandr Pliuschin       | R 8ª                     | 87                            | José Joaquín Rojas            | 29º                           | 157                               | Serge Pauwels                     | 33º                               |
| 18                       | Ėduard Vorganov          | 58º                      | 88                            | Rigoberto Urán                | 7º                            | 158                               | Morris Possoni                    | 74º                               |
| Manager: Serge Parsani   | Manager: Serge Parsani   | Manager: Serge Parsani   | Manager: Neil Stephens        | Manager: Neil Stephens        | Manager: Neil Stephens        | Manager: Marcus Ljungqvist        | Manager: Marcus Ljungqvist        | Manager: Marcus Ljungqvist        |
| Liquigas-Doimo           | Liquigas-Doimo           | Liquigas-Doimo           | Lampre-Farnese Vini           | Lampre-Farnese Vini           | Lampre-Farnese Vini           | Vacansoleil Pro Cycling Team      | Vacansoleil Pro Cycling Team      | Vacansoleil Pro Cycling Team      |
| 21                       | Roman Kreuziger          | 16º                      | 91                            | Simon Špilak                  | R 8ª                          | 161                               | Matteo Carrara                    | 15º                               |
| 22                       | Valerio Agnoli           | R 3ª                     | 92                            | Matteo Bono                   | R 7ª                          | 162                               | Brice Feillu                      | R 8ª                              |
| 23                       | Aljaksandr Kučynski      | 93º                      | 93                            | Angelo Furlan                 | R 8ª                          | 163                               | Michał Gołaś                      | 90º                               |
| 24                       | Daniel Oss               | 87º                      | 94                            | Francesco Gavazzi             | 45º                           | 164                               | Sergej Lagutin                    | 20º                               |
| 25                       | Manuel Quinziato         | 76º                      | 95                            | Mirco Lorenzetto              | 99º                           | 165                               | Marco Marcato                     | 39º                               |
| 26                       | Peter Sagan              | NP 3ª                    | 96                            | Alessandro Petacchi           | 84º                           | 166                               | Wout Poels                        | 37º                               |
| 27                       | Alessandro Vanotti       | 54º                      | 97                            | Daniele Pietropolli           | 21º                           | 167                               | Joost van Leijen                  | FT 3ª                             |
| 28                       | Oliver Zaugg             | 13º                      | 98                            | Diego Ulissi                  | 63º                           | 168                               | Lieuwe Westra                     | 110º                              |
| Manager: Stefano Zanatta | Manager: Stefano Zanatta | Manager: Stefano Zanatta | Manager: Brent Copeland       | Manager: Brent Copeland       | Manager: Brent Copeland       | Manager: Hilaire van der Schueren | Manager: Hilaire van der Schueren | Manager: Hilaire van der Schueren |
| Astana Team              | Astana Team              | Astana Team              | Rabobank                      | Rabobank                      | Rabobank                      | AG2R La Mondiale                  | AG2R La Mondiale                  | AG2R La Mondiale                  |
| 31                       | Óscar Pereiro            | 59º                      | 101                           | Robert Gesink                 | 5º                            | 171                               | José Luis Arrieta                 | NP 5ª                             |
| 32                       | Asan Bazaev              | 103º                     | 102                           | Óscar Freire                  | 67º                           | 172                               | Vladimir Efimkin                  | 82º                               |
| 33                       | Allan Davis              | 94º                      | 103                           | Juan Manuel Gárate            | 49º                           | 173                               | Martin Elmiger                    | 62º                               |
| 34                       | Valerij Dmitriev         | R 7ª                     | 104                           | Tom Leezer                    | 48º                           | 174                               | Sébastien Hinault                 | R 5ª                              |
| 35                       | Maksim Gurov             | 83º                      | 105                           | Bauke Mollema                 | 30º                           | 175                               | Lloyd Mondory                     | NP 5ª                             |
| 36                       | Maksim Iglinskij         | R 8ª                     | 106                           | Grischa Niermann              | 47º                           | 176                               | Rinaldo Nocentini                 | 73º                               |
| 37                       | Evgenij Nepomnjaščij     | 105º                     | 107                           | Nick Nuyens                   | 86º                           | 177                               | Nicolas Roche                     | 19º                               |
| 38                       | Sergej Renev             | 40º                      | 108                           | Laurens ten Dam               | R 2ª                          | 178                               | Ludovic Turpin                    | R 5ª                              |
| Manager: Dmitrij Sedun   | Manager: Dmitrij Sedun   | Manager: Dmitrij Sedun   | Manager: Adri van Houwelingen | Manager: Adri van Houwelingen | Manager: Adri van Houwelingen | Manager: Gilles Mas               | Manager: Gilles Mas               | Manager: Gilles Mas               |
| Team HTC-Columbia        | Team HTC-Columbia        | Team HTC-Columbia        | Euskaltel-Euskadi             | Euskaltel-Euskadi             | Euskaltel-Euskadi             | Team Milram                       | Team Milram                       | Team Milram                       |
| 41                       | Tony Martin              | 6º                       | 111                           | Koldo Fernández               | R 6ª                          | 181                               | Fabian Wegmann                    | 61º                               |
| 42                       | Michael Albasini         | 65º                      | 182                           | Javier Aramendia              | 81º                           | 182                               | Gerald Ciolek                     | R 8ª                              |
| 43                       | Mark Cavendish           | NP 6ª                    | 113                           | Jonathan Castroviejo          | 24º                           | 183                               | Johannes Fröhlinger               | 26º                               |
| 44                       | Bernhard Eisel           | 112º                     | 114                           | Aitor Hernández               | 114º                          | 184                               | Artur Gajek                       | NP 9ª                             |
| 45                       | Maxime Monfort           | 18º                      | 115                           | Juan José Oroz                | 28º                           | 185                               | Dominik Nerz                      | NP 3ª                             |
| 46                       | Mark Renshaw             | 87º                      | 116                           | Daniel Sesma                  | R 8ª                          | 186                               | Matthias Russ                     | 95º                               |
| 47                       | Michael Rogers           | NP 4ª                    | 117                           | Amets Txurruka                | 41º                           | 187                               | Björn Schröder                    | 71º                               |
| 48                       | Hayden Roulston          | R 8ª                     | 118                           | Pablo Urtasun                 | 64º                           | 188                               | Peter Wrolich                     | R 8ª                              |
| Manager: Valerio Piva    | Manager: Valerio Piva    | Manager: Valerio Piva    | Manager: Miguel Madariaga     | Manager: Miguel Madariaga     | Manager: Miguel Madariaga     | Manager: Ralf Grabsch             | Manager: Ralf Grabsch             | Manager: Ralf Grabsch             |
| BMC Racing Team          | BMC Racing Team          | BMC Racing Team          | Quick Step                    | Quick Step                    | Quick Step                    | Française des Jeux                | Française des Jeux                | Française des Jeux                |
| 51                       | George Hincapie          | 31º                      | 121                           | Tom Boonen                    | NP 9ª                         | 191                               | Sandy Casar                       | 27º                               |
| 52                       | Alessandro Ballan        | 72º                      | 122                           | Carlos Barredo                | 22º                           | 192                               | Olivier Bonnaire                  | R 6ª                              |
| 53                       | Marcus Burghardt         | 79º                      | 123                           | Sylvain Chavanel              | 38º                           | 193                               | Jaŭhen Hutarovič                  | R 8ª                              |
| 54                       | Mathias Frank            | 68°                      | 124                           | Dries Devenyns                | NP 9ª                         | 194                               | Francis Mourey                    | 55º                               |
| 55                       | Karsten Kroon            | 97°                      | 125                           | Stijn Devolder                | 17º                           | 195                               | Jérémy Roy                        | 57º                               |
| 56                       | Alexandre Moos           | NP 8ª                    | 126                           | Kevin Hulsmans                | 89º                           | 196                               | Wesley Sulzberger                 | 69º                               |
| 57                       | Steve Morabito           | 4º                       | 127                           | Jurgen Van De Walle           | 46º                           | 197                               | Jussi Veikkanen                   | R 6ª                              |
| 58                       | Mauro Santambrogio       | 111º                     | 128                           | Maarten Wynants               | 92º                           | 198                               | -                                 | -                                 |
| Manager: John Lelangue   | Manager: John Lelangue   | Manager: John Lelangue   | Manager: Patrick Lefevere     | Manager: Patrick Lefevere     | Manager: Patrick Lefevere     | Manager: Yves Madiot              | Manager: Yves Madiot              | Manager: Yves Madiot              |
| Omega Pharma-Lotto       | Omega Pharma-Lotto       | Omega Pharma-Lotto       | Team RadioShack               | Team RadioShack               | Team RadioShack               | Footon-Servetto                   | Footon-Servetto                   | Footon-Servetto                   |
| 61                       | Philippe Gilbert         | R 7ª                     | 131                           | Lance Armstrong               | 2º                            | 201                               | Noé Gianetti                      | 115º                              |
| 62                       | Wilfried Cretskens       | R 6ª                     | 132                           | Andreas Klöden                | 8º                            | 202                               | Ermanno Capelli                   | 109º                              |
| 63                       | Michiel Elijzen          | 80º                      | 133                           | Levi Leipheimer               | 10°                           | 203                               | Giampaolo Cheula                  | 52º                               |
| 64                       | Leif Hoste               | R 7ª                     | 134                           | Jason McCartney               | 102º                          | 204                               | Marco Corti                       | 104º                              |
| 65                       | Oliver Kaisen            | 77º                      | 135                           | Dmitrij Murav'ëv              | 96º                           | 205                               | Fabio Felline                     | R 3ª                              |
| 66                       | Jonas Ljungblad          | 101º                     | 136                           | Jaroslav Popovyč              | 60º                           | 206                               | Pedro Merino                      | NP 3ª                             |
| 67                       | Gerben Löwik             | R 5ª                     | 137                           | Grégory Rast                  | 75º                           | 207                               | Rafael Valls                      | 23º                               |
| 68                       | Greg Van Avermaet        | 43º                      | 138                           | Gert Steegmans                | 106º                          | 208                               | David Vitoria                     | R 3ª                              |
| Manager: Hendrik Redant  | Manager: Hendrik Redant  | Manager: Hendrik Redant  | Manager: Johan Bruyneel       | Manager: Johan Bruyneel       | Manager: Johan Bruyneel       | Manager: Stefano Zanini           | Manager: Stefano Zanini           | Manager: Stefano Zanini           |